# Regione Nord del Brasile
Il Nord (in portoghese Norte) è una delle cinque regioni che formano il primo livello di suddivisione del Brasile.

## Geografia fisica
Prima regione per dimensioni, è la quarta per popolosità, e comprende gran parte del territorio dell'Amazzonia. Confina con le regioni del Nord-Est e del Centro-Ovest, e con gli Stati della Bolivia, Perù, Colombia, Venezuela, Guyana, Suriname e Guyana francese.

## Suddivisione

### Stati federati
- Acre (Rio Branco)
- Amapá (Macapá)
- Amazonas (Manaus)
- Pará (Belém)
- Rondônia (Porto Velho)
- Roraima (Boa Vista)
- Tocantins (Palmas)

### Città principali
- Manaus (1 612 475)
- Belém (1 408 847)
- Ananindeua (484 600)
- Porto Velho (380 988)
- Macapá (368 397)